# Listă de conducători de stat din 960
956 - 957 - 958 - 959 - 960 - 961 - 962 - 963 - 964
Aceasta este o listă a conducătorilor de stat din anul 960:

## Europa
- Amalfi: Sergiu I (duce, 958-966)
- Anglia: Edgar (rege din dinastia Saxonă, 959-975)
- Anjou: Foulques al II-lea cel Bun (conte, 941/942-cca. 960) și Geoffroi I Grisegonelle (conte, cca. 960-987)
- Aquitania: Guillaume al III-lea (duce, cca. 950-963)
- Armenia, statul Ani: Așot al III-lea cel Milostiv (rege din dinastia Bagratizilor, 952/953-977)
- Armenia, statul Vaspurakan: Abusahl-Hamazasp (rege din dinastia Ardzruni, 953-972)
- Bavaria: Henric al II-lea cel Pașnic (duce din dinastia Saxonă-Liudolfingii, 955-976, 985-995)
- Benevento: Landulf al II-lea cel Roșu (principe 943-961; anterior, co-principe, 940-943), Pandulf I Cap de Fier (co-principe, 943-961; ulterior, principe, 961-981; ulterior, duce de Spoleto, 967-981: ulterior, principe de Salerno, 978-981) și Landulf al III-lea (co-principe, 959-961; ulterior, principe, 961-968)
- Bizanț: Roman al II-lea (împărat din dinastia Macedoneană, 959-963)
- Brandenburg: Geron (margraf, 938-965)
- Bretagne: Dreu (Drogon) (conte, 952-980)
- Bulgaria: Petru (țar, 927-970)
- Burgundia: Otton (duce din linia Robertină a dinastiei Capețienilor, 956-965)
- Castilia: Fernan Gonzales (conte, cca. 930-970)
- Cehia: Boleslav I cel Groaznic (cneaz din dinastia Premysl, 935?-967 sau 972)
- Champagne: Robert de Troyes (conte din casa de Vermandois, 942-966)
- Cordoba: Abu'l-Mutarrif Abd ar-Rahman al III-lea an-Nasr ibn Muhammad ibn Abdallah (emir din dinastia Omeiazilor, 912-961, calif din 929)
- Creta: Abd al-Aziz ben Shuayb (emir, 949-961)
- Croația: Mihail Kresimir al II-lea (rege din dinastia Trpimirovic, cca. 949-cca. 969)
- Danemarca: Harald I Blaatand (rege din dinastia lui Grom, cca. 940-cca. 986)
- Flandra: Arnulf I cel Bătrân (conte din dinastia lui Balduin, 918-964 sau 965) și Balduin al III-lea (conte din dinastia lui Balduin, 958-962)
- Franța: Lothar (rege din dinastia Carolingiană, 954-986)
- Gaeta: Ioan al II-lea (co-duce, 933 sau 934-954; apoi, duce, 954-962 sau 963)
- Germania: Otto I cel Mare (rege din dinastia de Saxonia-Liudolfingii, 936-973; totodată, duce de Saxonia, 936-961; ulterior, împărat occidental, 962-973)
- Gruzia, statul Abhazia: Gheorghe al II-lea (rege, 916/917-960/961) și Leon al III-lea (rege, 960/961-969/970)
- Gruzia, statul Tao-Klardjet: Bagrat al II-lea cel Simplu (rege din dinastia Bagratizilor, 958-994) și Adarnase al V-lea (curopalat din dinastia Bagratizilor, 958-cca. 961)
- Hainaut-Mons: Godefroi (conte, 957-964)
- Hainaut-Valenciennes: Amaury (conte, 957/958-973)
- Italia: Berengar al II-lea (rege, 950-961; anterior, margraf de Ivrea, 924-940) și Adalbert (rege, 950-963; ulterior, margraf de Ivrea, 965-970)
- Ivrea: Guy (margraf din familia Anscarizilor, 950-965)
- Kiev: Olga (cneaghină din dinastia Rurikizilor, 945-969) și Sveatoslav I Igorevici (mare cneaz din dinastia Rurikizilor, 945-972)
- Leon: Ordono al IV-lea cel Rău (rege, 958-960) și Sancho I cel Gras (rege, 955-958, 960-966)
- Lorena: Bruno (duce din dinastia Saxonă, 953-965)
- Lorena Superioară: Frederic I (duce din casa de Bar, 959-978)
- Montferrat: Aleramo (margraf din casa lui Aleramo, 948-967)
- Navarra: Garcia Sanchez (rege din dinastia Jimenez, 925-970)
- Neapole: Ioan al III-lea (duce, 927/928-968)
- Normandia: Richard I (duce, 942-996)
- Norvegia: Haakon I cel Bun (rege, cca. 945-cca. 960) și Harald al II-lea Eriksson Blană sură (rege, cca. 960-cca. 970)
- Olanda: Dirk al II-lea (conte, ?-988) (?)
- Polonia: Mieszko I (cneaz din dinastia Piasti, cca. 960-992)
- Salerno: Gisulf I (principe, 946-978)
- Saxonia: Otto al II-lea (duce din dinastia Liudolfingilor, 936-961; totodată, rege al Germaniei, 936-973; ulterior, împărat occidental, 962-973)
- Scoția: Indulf (rege, 954-962)
- Sicilia: Ahmad ibn Hassan (emir din dinastia Kalbizilor, 954-969)
- Spoleto: Thrasimund al III-lea (duce, 959-967)
- Statul papal: Ioan al XII-lea (papă, 955-964)
- Suedia: Erik Victoriosul (rege, cca. 945-cca. 994)
- Toscana: Umberto (margraf din familia Bosonizilor, 936-961; ulterior, duce de Spoleto, 943-946)
- Toulouse: Guillaume al III-lea Taillefer (conte, 950-1037)
- Ungaria: Taksony (conducător din dinastia Arpadiană, cca. 947-970)
- Veneția: Pietro Candiano al IV-lea (doge, 959-976)
- Verona: Henric al II-lea cel Certăreț (margraf din dinastia Ottoniană, 955-975, 989-995; totodată, duce de Bavaria, 955-976, 985-995; ulterior, duce de Carintia, 989-995)

## Africa
- Fatimizii: al-Muizz li Din Allah (Abu Tamim Maadd ibn al-Mansur) (calif din dinastia Fatimizilor, 953-975)
- Idrisizii: al-Hassan ibn al-Kasim Gannun (imam din dinastia Idrisizilor, 954-974, 985)
- Kanem-Bornu: Katuru (sultan, cca. 942-cca. 961)

## Asia

### Orientul Apropiat
- Bizanț: Roman al II-lea (împărat din dinastia Macedoneană, 959-963)
- Buizii din Djibal: Rukn ad-Daula Abu Ali al-Hassan ibn Buleh (emir din dinastia Buizilor, 946/947-976)
- Buizii din Fars și Khuzistan: Adud ad-Daula Abu Șudja Fanna-Khusrau ibn Rukn ad-Daula (emir din dinastia Buizilor, 949/950-983; totodată, emir în Kerman, 949/950-983; totodată, emir în Irak, 978-983)
- Buizii din Kerman: Adud ad-Daula Abu Șudja Fanna-Khusrau ibn Rukn ad-Daula (emir din dinastia Buizilor, 949/950-983; totodată, emir în Fars și Khuzistan, 949/950-983; totodată, emir în Irak, 978-983)
- Buizii din Irak: Muizz ad-Daula Abu'l-Hussain Ahmad (emir din dinastia Buizilor, 945/946-967)
- Califatul abbasid: Abu'l-Kasim al-Fadl al-Muti ibn al-Muktadir (calif din dinastia Abbasizilor, 946-974)
- Fatimizii: al-Muizz li Din Allah (Abu Tamim Maadd ibn al-Mansur) (calif din dinastia Fatimizilor, 953-975)
- Samanizii: al-Amir al-Muayyad Abd al-Malik I ibn Nuh (emir din dinastia Samanizilor, 954-961)

### Orientul Îndepărtat
- Birmania, statul Arakan: Amyahtu (rege, 957-964)
- Birmania, statul Mon: Pyinzala (rege, 954-967)
- Cambodgea, Imperiul Kambujadesa (Angkor): Rajendravarman al II-lea (Sivaloka) (împărat, 944-968)
- Cambodgea, statul Tjampa: Jaya Indravarman I (rege din șasea dinastie, 960/965-?)
- China: Gongdi (împărat din dinastia Zhou târzie, 959-960) și Zhuao Kuangyin (Taizu) (împărat din dinastia Song de nord, 960-976)
- China, Imperiul Qidan Liao: Muzong (împărat, 951-969)
- Coreea, statul Koryo: Kwangjong (Wang So) (rege din dinastia Wang, 950-975)
- India, statul Chalukya răsăriteană: Badapa (sau Vijayaditya) (rege, 956-?) și Tala al II-lea (sau Vișnuvardhana) (rege, ?-?) (?)
- India, statul Chola: Parantaka al II-lea (sau Sundara Chola) (rege, 957-973) și Aditya al II-lea (rege, 957-969)
- India, statul Gurjara Pratihara: Vijayapala (rege, cca. 960-?)
- India, statul Raștrakuților: Krișna al III-lea (rege, 939-967)
- Japonia: Murakami (împărat, 946-967)
- Kashmir: Kșemagupta (rege din dinastia Parvagupta, 951-960) și Anhimanyu (rege din dinastia Parvagupta, 960-973)
- Nepal: Gunakamadeva al II-lea (rege din dinastia Thakuri, cca. 946-997)
- Sri Lanka: Mahinda al IV-lea (rege din dinastia Silakala, 953-969)
- Vietnam, imperiul Van-Xuan: Ngo Xuong Van (Nam-tan-vuong) (împărat din dinastia Ngo, 954-965)

## America
- Toltecii: Matlacxochitl (conducător, 947-983)